# Diocesi di Owensboro
La diocesi di Owensboro (in latino: Dioecesis Owensburgensis) è una sede della Chiesa cattolica negli Stati Uniti d'America suffraganea dell'arcidiocesi di Louisville. Nel 2021 contava 52.300 battezzati su 921.170 abitanti. È retta dal vescovo William Francis Medley.

## Territorio

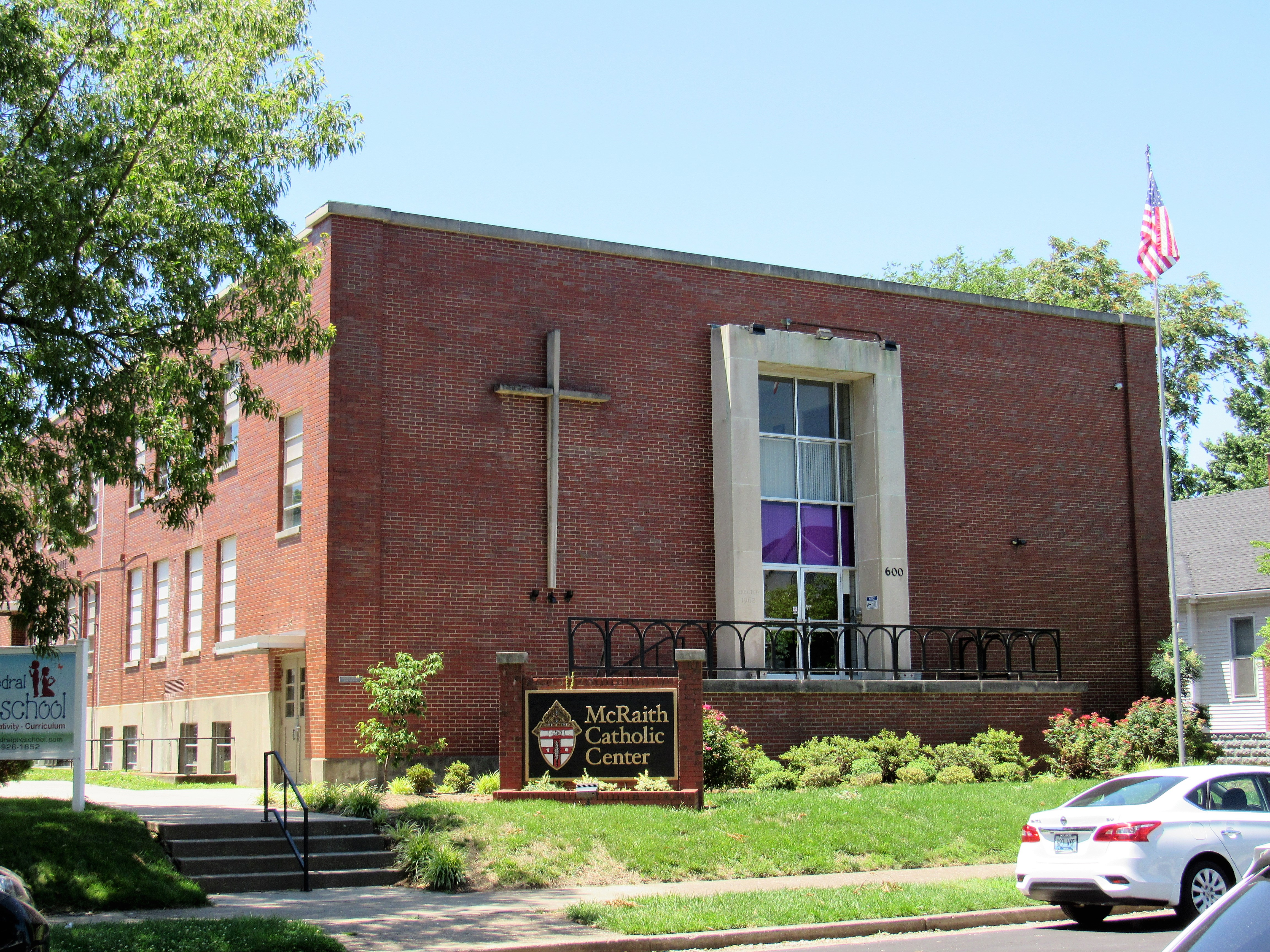
Il McRaith Catholic Center.

La diocesi comprende trentadue contee situate nel terzo occidentale dello stato del Kentucky, negli Stati Uniti: Allen, Ballard, Breckinridge, Butler, Caldwell, Calloway, Carlisle, Christian, Crittenden, Daviess, Edmonson, Fulton, Graves, Grayson, Hancock, Henderson, Hickman, Hopkins, Livingston, Logan, Lyon, Marshall, McCracken, Muhlenberg, McLean, Ohio, Simpson, Todd, Trigg, Union, Warren e Webster.
Sede vescovile è la città di Owensboro, dove si trova la cattedrale di Santo Stefano (St. Stephen Cathedral).
Il territorio si estende su 32.380 km² ed è suddiviso in 78 parrocchie.

## Storia
La diocesi è stata eretta il 9 dicembre 1937 con la bolla Universi catholici di papa Pio XI, ricavandone il territorio dalla diocesi di Louisville (oggi arcidiocesi).

## Cronotassi dei vescovi
Si omettono i periodi di sede vacante non superiori ai 2 anni o non storicamente accertati.
- Francis Ridgley Cotton † (16 dicembre 1937 - 25 settembre 1960 deceduto)
- Henry Joseph Soenneker † (10 marzo 1961 - 30 giugno 1982 ritirato)
- John Jeremiah McRaith † (23 ottobre 1982 - 5 gennaio 2009 dimesso)
- William Francis Medley, dal 15 dicembre 2009

## Statistiche
La diocesi nel 2021 su una popolazione di 921.170 persone contava 52.300 battezzati, corrispondenti al 5,7% del totale.
| anno | popolazione | popolazione | popolazione | presbiteri | presbiteri | presbiteri | presbiteri                | diaconi | religiosi | religiosi | parrocchie |
| anno | battezzati  | totale      | %           | numero     | secolari   | regolari   | battezzati per presbitero | diaconi | uomini    | donne     | parrocchie |
| ---- | ----------- | ----------- | ----------- | ---------- | ---------- | ---------- | ------------------------- | ------- | --------- | --------- | ---------- |
| 1950 | 30.725      | 600.000     | 5,1         | 64         | 54         | 10         | 480                       |         | 10        | 438       | 57         |
| 1966 | 45.879      | 638.739     | 7,2         | 77         | 70         | 7          | 595                       |         | 11        | 583       | 69         |
| 1970 | 48.823      | 638.539     | 7,6         | 83         | 69         | 14         | 588                       |         | 27        | 323       | 71         |
| 1976 | 49.800      | 690.720     | 7,2         | 102        | 83         | 19         | 488                       |         | 47        | 403       | 51         |
| 1980 | 50.527      | 695.000     | 7,3         | 94         | 76         | 18         | 537                       |         | 30        | 360       | 17         |
| 1990 | 53.936      | 786.000     | 6,9         | 96         | 78         | 18         | 561                       |         | 19        | 283       | 78         |
| 1999 | 51.702      | 778.235     | 6,6         | 96         | 83         | 13         | 538                       |         | 5         | 229       | 79         |
| 2000 | 50.187      | 778.235     | 6,4         | 88         | 72         | 16         | 570                       |         | 21        | 221       | 79         |
| 2001 | 51.235      | 778.235     | 6,6         | 101        | 81         | 20         | 507                       |         | 24        | 226       | 79         |
| 2002 | 52.688      | 836.162     | 6,3         | 100        | 78         | 22         | 526                       |         | 26        | 214       | 79         |
| 2003 | 52.047      | 837.046     | 6,2         | 106        | 78         | 28         | 491                       |         | 32        | 203       | 79         |
| 2004 | 51.847      | 836.162     | 6,2         | 94         | 74         | 20         | 551                       |         | 25        | 198       | 79         |
| 2013 | 50.100      | 881.305     | 5,7         | 104        | 80         | 24         | 481                       | 24      | 25        | 175       | 79         |
| 2016 | 50.673      | 892.252     | 5,7         | 100        | 71         | 29         | 506                       | 24      | 29        | 162       | 79         |
| 2019 | 51.780      | 911.780     | 5,7         | 96         | 72         | 24         | 539                       | 39      | 24        | 121       | 78         |
| 2021 | 52.300      | 921.170     | 5,7         | 111        | 74         | 37         | 471                       | 43      | 37        | 117       | 78         |